# Reprezentacja Islandii w piłce nożnej kobiet
Reprezentacja Islandii w piłce nożnej kobiet - przedstawiciel Islandii w międzynarodowych zawodach piłkarskich, powoływany przez selekcjonera, w którym występować mogą zawodniczki posiadające obywatelstwo islandzkie. Organizacją odpowiedzialną za kadrę narodową jest Knattspyrnusamband Íslands (KSÍ, pol. Federacja Piłkarska Islandii).
Stadionem narodowym reprezentacji jest Laugardalsvöllur w mieście Reykjavík, mieści około 15 000 osób.
Reprezentacja należy do FIFA od 1981 roku, w tym właśnie roku rozegrała swój pierwszy mecz pod egidą FIFA.
Na początku Islandki były przeciętnym europejskim zespołem, lecz w ostatnich latach są w światowej czołówce, czego dowodem był pierwszy awans na Euro 2009. Dzięki temu historycznemu awansowi, cała Islandia zainteresowała się tą reprezentacją. 
Sam turniej nie był już tak udany. Islandki poniosły porażki z Francją 1:3 (niewykorzystany karny przez Margrét Lárę Viðarsdóttir), później po 0:1 z Norwegią 
i Niemkami. Islandia bardzo szybko, bo już po fazie grupowej pożegnała się z imprezą.

## Udział w międzynarodowych turniejach

### Igrzyska olimpijskie
| 1996 | Nie zakwalifikowała się | Nie zakwalifikowała się |
| 2000 | Nie zakwalifikowała się | Nie zakwalifikowała się |
| 2004 | Nie zakwalifikowała się | Nie zakwalifikowała się |
| 2008 | Nie zakwalifikowała się | Nie zakwalifikowała się |
| 2012 | Nie zakwalifikowała się | Nie zakwalifikowała się |
| 2016 | Nie zakwalifikowała się | Nie zakwalifikowała się |
| 2020 | Nie zakwalifikowała się | Nie zakwalifikowała się |
| 2024 | Nie zakwalifikowała się | Nie zakwalifikowała się |
| 2028 |                         |                         |

### Mistrzostwa świata
| 1991 | Nie brała udziału       | Nie brała udziału       |
| 1995 | Nie zakwalifikowała się | Nie zakwalifikowała się |
| 1999 | Nie zakwalifikowała się | Nie zakwalifikowała się |
| 2003 | Nie zakwalifikowała się | Nie zakwalifikowała się |
| 2007 | Nie zakwalifikowała się | Nie zakwalifikowała się |
| 2011 | Nie zakwalifikowała się | Nie zakwalifikowała się |
| 2015 | Nie zakwalifikowała się | Nie zakwalifikowała się |
| 2019 | Nie zakwalifikowała się | Nie zakwalifikowała się |
| 2023 | Nie zakwalifikowała się | Nie zakwalifikowała się |
|      |                         |                         |

### Mistrzostwa Europy
| 1984 | Nie zakwalifikowała się | Nie zakwalifikowała się |
| 1987 | Nie brała udziału       | Nie brała udziału       |
| 1989 | Nie brała udziału       | Nie brała udziału       |
| 1991 | Nie brała udziału       | Nie brała udziału       |
| 1993 | Nie zakwalifikowała się | Nie zakwalifikowała się |
| 1995 | Nie zakwalifikowała się | Nie zakwalifikowała się |
| 1997 | Nie zakwalifikowała się | Nie zakwalifikowała się |
| 2001 | Nie zakwalifikowała się | Nie zakwalifikowała się |
| 2005 | Nie zakwalifikowała się | Nie zakwalifikowała się |
| 2009 | Awans                   | Faza grupowa            |
| 2013 | Awans                   | Ćwierćfinał             |
| 2017 | Awans                   | Faza grupowa            |
| 2022 | Awans                   | Faza grupowa            |
| 2025 | Awans                   | Faza grupowa            |